# Борзенков, Альберт Валентинович
Альбе́рт Валенти́нович Борзе́нков (род. 3 января 1973, Курск, СССР) — советский и российский футболист, защитник (ранее — полузащитник); тренер.

## Карьера

### Клубная
Воспитанник курского футбола (тренер Сергей Викторович Вялых). Наиболее известен по выступлениям за волгоградский клуб «Ротор», в составе которого за 7 лет (1996—2000, 2001—2002) дважды становился призёром чемпионата России, участвовал в Кубке Интертото и Кубке УЕФА. Также выступал за курский «Авангард», будённовскую «Дружбу», ставропольское «Динамо», «Сокол», «Томь», «Сибирь».
Всего в Высшей лиге чемпионата России сыграл 242 матча (7 голов) (результат ещё одного матча, в котором Борзенков принимал участие, был аннулирован).

### В сборной
За олимпийскую сборную России в 1994—1995 годах сыграл 6 матчей.
Сыграл один матч в составе сборной России:
- 30 мая 1998. Грузия — Россия: 1:1. 30 минут, вышел на замену

## Достижения
Командные
- Серебряный призёр чемпионата России: 1997 (в составе ФК «Ротор»)
- Бронзовый призёр чемпионата России: 1996 (в составе ФК «Ротор»)
- Первое место в первом дивизионе России: 2000 (в составе ФК «Сокол»)
- Победитель зоны «Центр» Второго дивизиона России: 2009 (в составе ФК «Авангард» Курск)

Личные
- В списке 33-х лучших футболистов России (1): № 3: 1996
- Лучший защитник Кубка ПФЛ: 2009